# 竪穴建物 (中世)

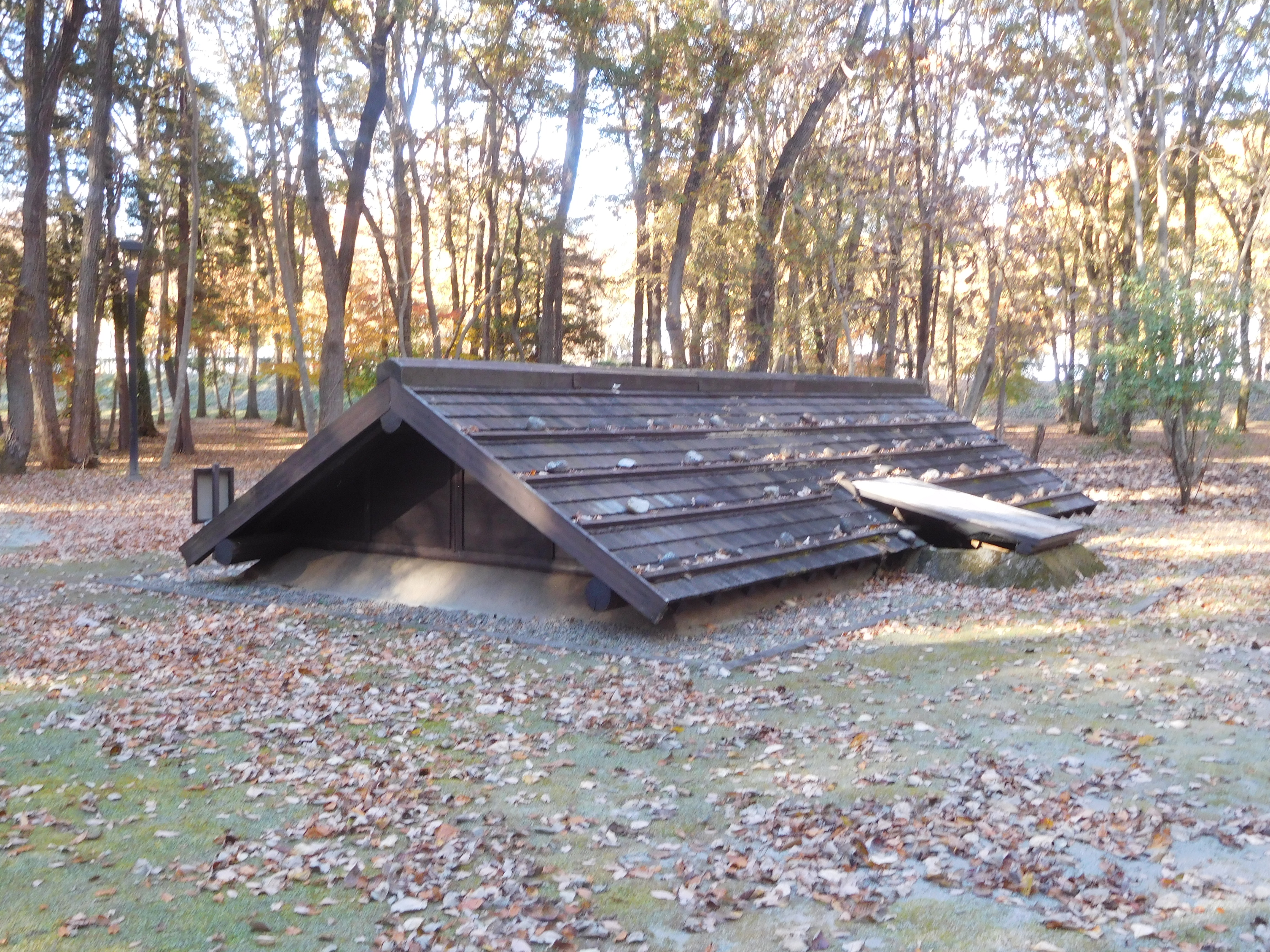
栃木県宇都宮市の飛山城跡に復元された竪穴建物。

竪穴建物（たてあなたてもの）、または方形竪穴建物（ほうけいたてあなたてもの）・方形竪穴建築（ほうけいたてあなけんちく）は、日本列島の中世期（鎌倉時代～室町時代）に存在した半地下構造の建物、およびその遺構に対する呼称である。全国的に分布するが、神奈川県鎌倉市（鎌倉地域）での検出例などが著名である。原始・古代（旧石器時代～奈良・平安時代）の住居などとして一般に知られる「竪穴建物（竪穴住居）」とは機能や用途面で区別されている。

## 概要
1982年（昭和57年）に神奈川県鎌倉市中心部（鎌倉遺跡群）における発掘調査で、確実に中世期に属する竪穴状の建築遺構として検出・報告され、その存在が本格的に認知されるようになった。発見当時は「方形竪穴建築址（ほうけいたてあなけんちくし）」の名で報告された。
その後、青森県青森市の浪岡城跡や、栃木県宇都宮市の飛山城跡、同県下野市の下古館遺跡など東日本を中心に検出事例が増え、西日本でも福岡県福岡市の博多遺跡群、鹿児島県伊佐市（旧大口市）の新平田遺跡などで検出され、全国的に存在する中世建築の遺構として認識されるようになった。平安時代末の12世紀後半より出現し、16世紀後半に至るまで中世全般を通じて存在が確認されている。用途としては、倉庫や作業小屋として使われたのではないかと考えられている。

## 呼称について
現在、一般的に「竪穴建物」と呼ばれるのは、原始（旧石器・縄文・弥生・古墳時代）～古代（奈良・平安時代）にかけて主に住居として使用された建物（竪穴住居）に対してであり、本項の建物遺構は、かつては「竪穴状遺構」や「方形竪穴状遺構」「方形竪穴建築址」「方形竪穴建築」「方形竪穴建物」などの様々な呼ばれ方をしていたが、現在は原始・古代のものと同じ「竪穴建物」が使われるようになってきている。文化庁発行の専門書籍『発掘調査のてびき』（2013年刊）でも、両者は同一の項目で解説されている。ただし、原始・古代の竪穴建物とは構造や機能・用途面で別遺構として区別されている。
また、これら原始・古代の竪穴建物と、本項に取り上げる中世竪穴建物との関係については、原始・古代の竪穴建物が西日本で7世紀代に、東日本で10世紀代に消失していくのに対して、中世竪穴建物は12世紀後半に出現するため、系譜的連続性は考えにくいとされている。しかし、古代の竪穴建物にも東北地方北部などで11世紀代に下る検出事例があることから、両者の系譜関係の有無にはなお検討の余地があるとされている。

## 構造
地面（建築当時の地表面）に一辺2メートルから6メートル（大型のもので一辺10メートル）ほどの方形の「竪穴」を掘り下げ、土の壁面に木の横板を回して板壁とし、その上に入口や屋根等の上屋を乗せた半地下構造の建物だったと推定されている。
鎌倉市教育委員会の鈴木弘太の研究によれば、掘り下げた床面に一定の軸線を持つ掘立柱を建ち並べ、これに梁・桁を組んで屋根を乗せ、上屋部分の荷重を支えた「柱建ち」構造のものが、日本列島における検出事例の大半を占めていたと考えられている。このため「竪穴式掘立柱建物」とも形容される。
このほかに、杭のみで壁板を支えたと見られるものや、床の壁面寄りに軸線の不揃いな掘立柱を密に建ち並べた事例もあるが、これらは構造面から見て独立した「竪穴建物」ではなく、平地の掘立柱建物（平地建物）に付属する地下施設など、別種の建物の一部であった可能性があるとされる。

### 鎌倉遺跡群の竪穴建物
12世紀末に武家政権の都となった神奈川県鎌倉市内では、前述のものとは異なる特殊な構造の竪穴建物が検出されている。これらは竪穴部床面の四隅に「土台角材」と呼ばれるほぞ穴を開けた角材を配置し、その上にほぞ付きの角材（隅柱）を建ち並べて横板を回して板壁としたもので、上屋の荷重は角材（隅柱）で支えたと考えられ「いわば竪穴に土台建物を落とし込んだ」ような木組み構造を持つものである。このため「竪穴式土台建物」とも形容される。床面や壁の一部には板状に切り出した鎌倉石や伊豆石を組むものも見られる。この種の竪穴建物は鎌倉（鎌倉遺跡群）でのみ検出され、他地域では見られないため、当地域における特徴的な遺構と考えられている。
鎌倉市教育委員会の鈴木弘太は、竪穴建物が鎌倉時代の13世紀から14世紀前半頃にかけて、鎌倉の海浜地帯などに多く建てられ、老朽化する度に場所と規模をほとんど変えずに繰り返し建築され続ける傾向を指摘し、これらの現象を中世都市鎌倉における土地区画制度の存在を示すものではないかとしている。

## 外見に関する推論
中世竪穴建物の外見、特に地表面に露出していたであろう上屋部分等の形態・構造は、上屋を残存する遺構の検出事例が無いためよく解っていないが、現状では当時の平地建物（掘立柱建物）と同じような構造であったろうと推定されている。
当時の絵画（絵巻など）や史料（文献）からの推論も行われているが、このうち12世紀の『粉河寺縁起絵巻』に見える「的印の家」と呼ばれる建物が、当該竪穴建物ではないかとする意見がある。
この「的印の家」は、『粉河寺縁起絵巻』第5段の河内国の長者一家が粉河の地を目指して旅に出る場面に描かれている。切妻造の板葺き屋根と、横板を回した板壁を持つが、壁はほとんど立ち上がらず、屋根の軒先が地面に接するかのように極めて低く描かれている。切妻屋根の軒下には魔除けと見られる的が取り付けられ、その下に開いた扉からは住人とおぼしき人物が外の様子をうかがっている。建物から身を乗り出したこの人物は、入口外の地表面に直接右の肘をついてるように見え、建物の内側にある胴体部分は地表面よりも低い位置に存在するかのような描写となっている。
このことから「的印の家」は、床面が地表面より低い半地下構造で、竪穴建物を描いている可能性があると指摘されているが、半地下構造の描写ではないとする意見もあり、議論の決着には至っていない。